# Jacek Prusak
Jacek Prusak (ur. 22 marca 1971 w Rzeszowie) – polski duchowny rzymskokatolicki, jezuita, teolog, psychoterapeuta, psycholog, publicysta, doktor nauk humanistycznych w zakresie psychologii. Dyrektor Instytut Psychologii Uniwersytetu Ignatianum w Krakowie (kadencja 2022-2026). Członek Komisji Bioetycznej UJ (kadencja 2020-2023, 2023-2024).

## Życiorys
Wstąpił do zakonu w 1992, pierwszą profesję złożył w 1994, przyjął święcenia kapłańskie 29 czerwca 2000, uroczyste śluby zakonne po tzw. trzeciej probacji złożył 14 listopada 2014. Absolwent teologii na Papieskim Wydziale Teologicznym „Bobolanum” w Warszawie oraz tzw. social work (pracy socjalnej) ze specjalnością kliniczną w Boston College (USA).
W 2012 obronił w Instytucie Psychologii Wydziału Filozoficznego Uniwersytetu Jagiellońskiego pracę doktorską pt. Doświadczenie mistyczne z „cechami psychotycznymi”. Granice psychopatologii opisowej DSM-IV w diagnozie duchowych sytuacji kryzysowych napisaną pod kierunkiem Haliny Grzymały-Moszczyńskiej.
W latach 2014–2018 prorektor ds. organizacji i rozwoju Akademii Ignatianum w Krakowie. Rzecznik Akademii Ignatianum w Krakowie, adiunkt i kierownik Katedry Psychopatologii i Psychoprofilaktyki w Instytucie Psychologii tej uczelni.
Od 2007 do 2018 członek redakcji „Tygodnika Powszechnego”. Współpracownik kwartalnika „Życie Duchowe” (były zastępca redaktora naczelnego) oraz miesięcznika katolickiego „List”. W 2010 wydał książkę Poznaj siebie, spotkasz Boga (wyd. Stowarzyszenie „List”, Kraków 2010 ISBN 83-60021-01-5). Jest współautorem książek Jan Woleński. Wierzę w to, co potrafię zrozumieć (wyd. Copernicus Center Press, Kraków 2014) oraz Kościół na kozetce. Rozmowy o niełatwej relacji psychologii i wiary (wyd. WAM, Kraków 2020, współautor Sławomir Rusin).